# Селло, Тсепанг
Тсепанг Глэдис Селло (сесото Tsepang Gladys Sello; род. 23 февраля 1997, Масеру) — лесотская легкоатлетка, специалистка по бегу на средние дистанции. Выступала за сборную Лесото по лёгкой атлетике в 2010-х годах, действующая рекордсменка страны в дисциплинах 800, 1000 и 1500 метров, участница летних Олимпийских игр в Рио-де-Жанейро.

## Биография
Тсепанг Селло родилась 23 февраля 1997 года в городе Масеру, Лесото.
Впервые заявила о себе на международном уровне в сезоне 2014 года, когда вошла в состав лесотской сборной и выступила на юношеских Африканских играх в Габороне, где в беге на 3000 метров финишировала восьмой. Позднее стартовала на летних юношеских Олимпийских играх в Нанкине — бежала 3000 метров и смешанную эстафету 8 × 100 метров.
В 2015 году участвовала в Африканских играх в Браззавиле, соревновалась на дистанциях 800 и 1500 метров.
В 2016 году отметилась выступлением на чемпионате Африки в Дурбане. Благодаря череде успешных выступлений удостоилась права защищать честь страны на летних Олимпийских играх в Рио-де-Жанейро — на предварительном квалификационном этапе 800 метров показала время 2:10.22, чего оказалось недостаточно для выхода в полуфинальную стадию.
Будучи студенткой, в 2017 году представляла Лесото на Всемирной Универсиаде в Тайбэе, где так же не смогла преодолеть первый раунд 800-метровой дисциплины.
В 2018 году на соревнованиях в Претории и Блумфонтейне установила ныне действующие национальные рекорды Лесото в беге на 1000 и 1500 метров — 2:46.06 и 4:17.31 соответственно. Позднее бежала 800 метров на Играх Содружества в Голд-Косте. На чемпионате Африки в Асабе закрыла десятку сильнейших в дисциплине 1500 метров, тогда как на дистанции 800 метров в финал не вышла.
В 2019 году на южноафриканском студенческом чемпионате в Стелленбосе выиграла серебряную медаль в беге на 800 метров, установив при этом ныне действующий рекорд страны в данной дисциплине — 2:05.04. Кроме того, бежала 800 метров на Африканских играх в Рабате и на чемпионате мира в Дохе, где в ходе предварительного квалификационного этапа была дисквалифицирована.
Впоследствии выступала преимущественно на местных небольших стартах в Южной Африке.